# Huelga minera de Riotinto de 1920

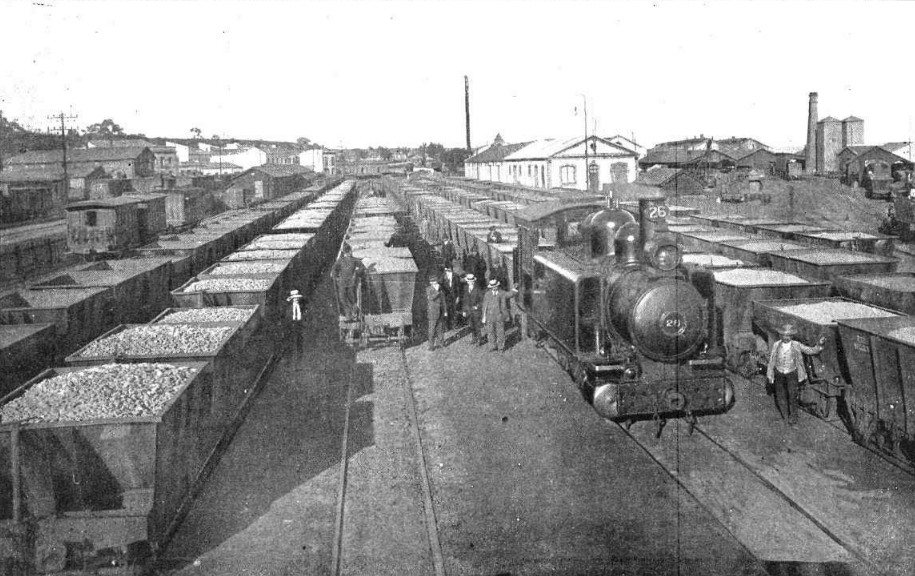
Aspecto de los trenes mineros en la estación de Huelva durante la huelga.

La huelga minera de Riotinto de 1920 fue una huelga general que tuvo lugar en la cuenca minera de Riotinto-Nerva (Huelva) a lo largo del año 1920. El conflicto atravesó varias fases con diversa intensidad y llegó a durar nueve meses, período durante el cual unos 11.000 obreros llegaron a tomar parte en el movimiento de paro. La huelga, que alcanzó una extraordinaria dureza y tuvo un importante eco mediático en el resto del país, finalmente fracasó en sus objetivos.

## Contexto económico y social
En 1873 las minas de Riotinto fueron adquiridas por la Rio Tinto Company Limited (RTC), dando inicio a un importante despegue minero e industrial de la zona. Esto se tradujo en la llegada a la comerca de un gran número de inmigrantes para nutrir las necesidades laborales que habían surgido, en un contexto de hacinamiento en poblados obreros insalubres y unas condiciones de trabajo extraordinariamente duras. Todo ello constituyó un caldo de cultivo para que desde comienzos del siglo XX de disparase la afiliación sindical entre los trabajadores, con predominio de la CNT o la UGT. La primera huelga que se organizó en la cuenca tuvo lugar en 1888 («el año de los tiros»), aunque la huelga de 1913 alcanzaría mayores cotas y duración ―cerca de ocho meses de forma intermitente―.

## Desarrollo de la huelga
Como en otros ámbitos, en la cuenca de Riotinto los trabajadores de la RTC venían exigiendo desde 1918 subidas de sueldo y un abaratamiento de las subsistencias para paliar la crisis que vivía el país como resultado de los efectos de la Primera Guerra Mundial. Desde comienzos de 1920 se vinieron produciendo paros laborales en los distintos departamentos de RTC en la zona de Riotinto, como la Fundición de Cobre. Inicialmente estas acciones no estuvieron coordinadas entre sí y se fueron produciendo de forma intermitente a lo largo del tiempo. Más adelante los trabajadores del ferrocarril de Riotinto y de los Tallleres Huelva también se pondrían en huelga, paralizando la actividad de la línea férrea; las autoridades acabaron mandando efectivos militares a la zona para controlar la situación y se llegó a formar un comité de explotación del ferrocarril. En el momento álgido unos 11.000 obreros llegaron a participar en el movimiento huelguístico.
Aunque en un principio la RTC mostró una cierta actitud conciliadora, se negó categóricamente a aceptar la totalidad de las exigencias de los obreros. Con el tiempo, además, endureció su postura frente a la huelga. Esta posición se vería personificada en la actitud del director general de la compañía, Walter Browning, que fue el blanco de fuertes ataques desde la prensa de izquierdas y los sectores sindicales. El historiador José J. de Paz Sánchez ha señalado la posibilidad de que mediara una incitación por parte de la compañía para llegar a la huelga, pues la RTC venía buscando una reducción de personal para así disminuir los gastos. Desde la administración y el gobierno se optó por no intervenir directamente como mediador entre ambas partes, a pesar de las críticas que hubo a esta actitud. 
Para el mes de agosto la situación de los obreros y sus familias se agravó sobremanera, debiendo improvisarse comedores y repartos de alimentos para paliar el hambre que ya afectaba a los huelguistas. Muchos padres optaron por enviar a sus hijos fuera de la cuenca minera, con familias de acogida, para así remediar la falta de alimento que se vivía. Se llegó a organizar una expedición de 300 niños a Peñarroya, importante centro minero, mientras que otra expedición de 200 niños los trasladó a Madrid. En total, unos 3.000 niños de Riotinto acabarían siendo reubicados. Paralelamente, en el resto del país surgió una corriente de simpatía hacia los huelguistas. Se realizaron colectas y abrieron suscripciones públicas en otros lugares de España para enviar fondos económicos con los que paliar la situación de los mineros. Por su parte, el Ayuntamiento de Minas de Riotinto se vio obligado a repartir 1.000 raciones de comida diaria para intentar paliar la situación que se vivía en el municipio. La situación llegaría a ser de tal calibre que para noviembre de 1920 unos 2.000 obreros habían abandonado la huelga debido al hambre.
Con una fuerza ya muy debilitada, en enero de 1921 se puso fin al movimiento huelguístico.

## Consecuencias
La huelga, que llegó a padecer una grave falta de coordinación entre sus organizadores, acabaría siendo ganada por la RTC. Una de las consecuencias de esto fue que la estructura sindical de la cuenca minera quedó prácticamente desmantelada tras las represalias ejecutadas por la compañía, que despidió a más de 2.500 trabajadores. Muchos de ellos acabaron recurriendo a la emigración hacia el extranjero ante la falta de perspectivas laborales. La situación laboral en la zona quedó «pacificada» durante al menos una década, hasta los tiempos de la Segunda República. No obstante, de acuerdo con un informe realizado por un enviado de la compañía a Riotinto, William Rhys, se llegaron a acometer algunas correcciones de los problemas que este había encontrado.